# Ochtrup
Ochtrup település Németországban, azon belül Észak-Rajna-Vesztfália tartományban. Lakosainak száma 20 392 fő (2023. december 31.). Ochtrup Wettingen, Steinfurt és Metelen községekkel határos.

## Népesség
A település népességének változása:
| Lakosok száma | 16 423 | 19 599 | 19 608 | 19 636 | 19 893 | 20 230 | 20 392 |
|               | 1975   | 2015   | 2017   | 2019   | 2021   | 2022   | 2023   |